# فيرا أوير
فيرا أوير (بالألمانية: Vera Auer)‏ هي عازفة الأكورديون نمساوية، ولدت في 20 أبريل 1919 في فيينا في النمسا، وتوفيت في 1 أغسطس 1996 في نيوفان في الولايات المتحدة.

## وصلات خارجية
- فيرا أوير على موقع ميوزك برينز (الإنجليزية)
- فيرا أوير على موقع ديسكوغز (الإنجليزية)